# O roubo da história
O roubo da história é um livro escrito por Jack Goody e publicado em inglês no ano de 2007. O argumento central do livro é que os europeus roubaram a história dos outros povos ao escreverem a sua história a partir de uma visão eurocêntrica, que ajudou a forma a ideia de um excepcionalismo europeu em relação à criação de valores, instituições e sentimentos. Goody argumenta que processos tidos como especificamente ocidentais, como a democracia ou o capitalismo, são ilusões derivadas das apropriações culturais etnocêntricas europeias.
O livro foi traduzido em 2008 para o português brasileiro e publicado pela editora Contexto.